# Lila Clunas
Lila Clunas (Maggie Eliza Clunas, Glasgow, 10 de agosto de 1876 – 29 de dezembro de 1968) foi uma sufragista escocesa e conselheira do Partido Trabalhista Escocês.

## Biografia
Lila Clunas nasceu em Glasgow, filha de Elsie Melvin e Hugh Clunas, dono de uma loja de roupas. Suas irmãs eram Jessie e Elsie. Ela estudou em Bell Baxter High School, Cupar, e completou seu treinamento de professora em Moray House Teacher Training College, Edinburgh. Então ela se mudou para Dundee onde lecionou em Brown Street Elementary Public School. Posteriormente, ela morou com sua irmã Elsie em Broughty Ferry.

## Carreira política
Em 1906, ela se juntou a Women's Social and Political Union (WSPU). No ano seguinte, ingressou na Women's Freedom League (WFL), ocupou o cargo de secretaria na filial de Dundee  entre 1908 –1912. Suas irmãs Elsie e Jessie tambem eram membras do WFL, com Elsie fornecendo serviços como tesoureira até 1913. Lila foi bem sucedida como secretária de Helen Wilkie.
Suas atividades políticas incluíram deputação e escritas para a imprensa. Em 1908 ela foi expulsa de uma reunião eleitoral de Winston Churchill. Em 1909, Lila foi membro da 9-woman delegation para a House of Commons. Durante um comício da WSPU no fim de junho, ela foi presa enquanto apresentava uma petição para Prime Minister Asquith, embora tenha sido sugerido uma tentativa de Lila agredi-lo fisicamente. Ela foi sentenciada por obstrução e condenada a três semanas de prisão. Ela foi presa em London Holloway Prison, e foi a primeira sufragista de Dundee a ser presa lá. Lila ficou passou dias sem comer, como forma de protesto, e foi liberada previamente , "on consideration of all the circumstances and as an act of clemency".
Em 1914 ela foi expulsa de uma reunião de Ramsay MacDonald , e isso ocasionou uma divisão entre as sufragistas e o Partido Trabalhista Dundee.
Em 1943 ela foi eleita como Conselheira do Partido Trabalhista na Câmara Municipal de Dundee e serviu até 1964.Ela tinha um interesse particular na educação.

## Memoriais
Em 2008,o edifício que costumava ser a Brown Street Elementary School foi prestigiado com uma placa comemorativa honrando Lila Clunas.